# Condado de Branch (Michigan)
O Condado de Branch é um dos 88 condados do estado americano de Michigan. A sede do condado é Coldwater, e sua maior cidade é Coldwater.
O condado possui uma área de 1 345 km² (dos quais 31 km² estão cobertos por água), uma população de 45 787 habitantes, e uma densidade populacional de 35 hab/km² (segundo o censo nacional de 2000).